# 葉信 (明朝)
葉信（1471年—？），字中孚，浙江绍兴府上虞县人，軍籍，明朝政治人物。

## 生平
弘治十一年（1498年）戊午科浙江鄉試第二十名舉人。弘治十五年（1502年）中式壬戌科會試第二百三十九名，三甲第一百二十五名進士。担任大理寺寺副，被劉瑾誣陷，貶為沂州判官。正德年間，擔任泉州府知府，为官廉洁清正，但屢次和閹黨對抗，被貶為思南府知府。

## 家族
曾祖葉如賢；祖父葉廉；父葉珊，母傅氏。具庆下。兄傅。弟仲、俛、偕。